# Ernest Lavisse
Ernest Lavisse, né le 17 décembre 1842 au Nouvion-en-Thiérache (Aisne) et mort le 18 août 1922 à Paris, est un historien français, fondateur de l'histoire positiviste, et auteur de nombreux manuels scolaires, les « manuels Lavisse ».
Chantre du « roman national » au service de l'histoire et de son enseignement, il contribue à répandre des images et une mythologie qui sont restées gravées dans la mémoire de générations d'écoliers. Ainsi, la phrase inscrite dans le fameux petit manuel d'histoire et rapportée par Michel Vernus :

« Tu dois aimer la France, parce que la Nature l'a faite belle, et parce que l'Histoire l'a faite grande. »

Promu pendant plus d'un demi-siècle « conscience nationale » des hussards noirs (les instituteurs de la Troisième République, selon Charles Péguy), il est enterré au Nouvion-en-Thiérache.

## Biographie

### Enfance et études
Ernest Lavisse naît le 17 mars 1842 au Nouvion-en-Thiérache, une petite ville située dans le nord du département de l'Aisne, où ses parents tiennent une boutique dans la rue des Prisches. Son père, Louis-Valéry Lavisse (1816-1881), exerce d'abord la profession de clerc de notaire au Nouvion puis d'employé de commerce à Paris, avant d'ouvrir son magasin de nouveautés dans la maison apportée en dot par son épouse, Henriette Levent (1816-1868). Le grand-père et l'arrière-grand-père paternels d'Ernest Lavisse étaient marchands de fil et de dentelle, tandis que sa mère est issue d'une famille de cultivateurs et de brasseurs de la localité d'Oisy. Dans sa petite enfance, Ernest partage la chambre de sa grand-mère paternelle, Julie Lebon, dont il dit qu'elle fut pour lui « le vivant témoin du passé ».
Pendant quatre années, de 1848 à 1852, Ernest Lavisse fréquente l'école primaire du Nouvion-en-Thiérache, puis il intègre le collège de Laon avec une bourse d'internat qu'il obtient par le biais d'un lointain cousin paternel, le député de l'Aisne et conseiller d'État Camille Godelle. Il y suit les classes de la Septième à la Cinquième, avant d'entre en octobre 1855 au lycée Charlemagne de Paris, où il noue des amitiés avec des élèves comme Henry Lemonnier, Albert Dumont, Albert Duruy et Paul Vidal de La Blache. Son niveau étant jugé insuffisant, dans la mesure où il arrive d'un petit collège de province, Ernest Lavisse reste deux années dans la classe de Quatrième. Il obtient cependant d'excellents résultats tout au long de sa scolarité au lycée Charlemagne, et décroche chaque année des prix ou des accessits en langues anciennes au Concours général des lycées. Ces résultats lui valent la gratuité de la pension à l'Institution Barbet-Massin, où sont logés comme lui nombre de ses camarades.
Sur les conseils de Camille Godelle, il choisit de s'orienter vers l'École normale supérieure plutôt que l'École militaire de Saint-Cyr. Après avoir obtenu son baccalauréat en classe de « Logique », il réussit le concours d'entrée à l'ENS qu'il intègre en 1862. Pendant ses deux dernières années au lycée, Ernest Lavisse participe à un groupe littéraire qui affiche des sympathies républicaines et abandonne la foi catholique, lui qui avait fait sa première communion à la cathédrale de Laon en 1855.

### Un proche de Victor Duruy
En 1865, Ernest Lavisse est reçu à l'agrégation d'histoire,. Il est alors nommé professeur d'histoire au lycée impérial de Nancy puis, l'année suivante, au lycée de Versailles. En décembre 1866, au Nouvion, il épouse Marie-Aline Longuet (1840-1915), la fille d'un cultivateur, veuve d'un premier mariage. Il séjourne d'ailleurs régulièrement au Nouvion, que ce soit pour les fêtes de fin d'année ou les congés d'été, et se fait construire une grande maison avec jardin rue de la Croix, à la sortie Est de la ville. Il honore également de sa présence les sociétés savantes de l'Aisne. À Paris, le couple Lavisse habite d'abord au no 22 rue Soufflot avant d'emménager, en 1870, au no 5 rue de Médicis, en bordure du jardin du Luxembourg.
Présenté au ministre de l'Instruction publique et historien Victor Duruy, Ernest Lavisse devient son secrétaire particulier de 1865 à 1869. Dans le même temps, il est « chargé de suppléances » dans les lycées de Paris à la rentrée de 1867, puis nommé suppléant au Lycée Napoléon, tout en officiant comme répétiteur pour l'histoire du prince impérial Louis-Napoléon,.
Ces mêmes années, Lavisse prononce ses premières conférences publiques, comme à Versailles en 1867 sur le thème de « La Fronde dans les Mémoires du cardinal de Retz », ou lors des Soirées littéraires de la Sorbonne en 1869, sur « Les Mémoires de Montluc » et sur « Sully d'après ses Mémoires ». À partir de novembre 1867, il apporte son soutien à l'Association de la Sorbonne, qui organise des cours secondaires pour les jeunes filles, puis en 1870, il adhère à la Société de l'histoire de France. Quand la guerre franco-allemande éclate, Ernest Lavisse s'engage dans la garde nationale et sert sur les fortifications dans la 1re compagnie du 252e bataillon lors du siège de Paris.

### Liens avec la famille impériale et séjour en Allemagne
Profondément marqué par la défaite française, Ernest Lavisse fait paraître en septembre 1871 un long article intitulé « L'invasion dans les départements du Nord » dans la Revue des Deux Mondes, duquel est tiré l'année suivante son premier ouvrage, L'invasion dans le département de l'Aisne, aux éditions De Coquet à Laon. Il conserve longtemps des liens avec les grands personnages du régime déchu. Outre son amitié fidèle à Victor Duruy, dont il devient le parrain du dernier fils, Louis-Victor, il conserve aussi des liens avec la famille impériale. Après avoir rendu visite à Napoléon III et Eugénie dans leur exil anglais à Camden Place, Ernest Lavisse assiste aux funérailles de l'empereur déchu et, dans les années qui suivent, il séjourne régulièrement auprès de l'Impératrice et du Prince impérial à Arenenberg. Il envoie d'ailleurs souvent des livres à Eugénie, ainsi que des cours et des devoirs d'histoire au Prince. Pour autant, après avoir participé en octobre 1876 au lancement du journal bonapartiste La Nation, avec Albert Duruy et Augustin Filon, il finit par prendre ses distances avec ce milieu.
En avril 1872, Ernest Lavisse part étudier en Allemagne, d'abord à l'Université de Göttingen puis à celle de Berlin. Pendant trois années, il travaille à ses thèses sur les origines de l'État prussien. Il devient un collaborateur régulier de la Revue des deux mondes, dans laquelle il publie des articles sur l'actualité allemande et sur l'histoire de la Prusse. Le 12 juillet 1875, il soutient à la Sorbonne ses deux thèses de doctorat ès lettres : thèse française (Étude sur l'une des origines de la monarchie prussienne ou la Marche de Brandebourg sous la dynastie ascanienne) et thèse latine (De Hermanno Salzensi, ordinis teutonicis magistro) devant un jury de cinq universitaires présidé par l'helléniste Émile Egger. Éditées par Hachette, ces thèses lui valent de recevoir le prix Thérouanne, décerné par l'Académie française, en 1887.
La Marche de Brandebourg sous la monarchie ascanienne préfigure ainsi ses œuvres futures les plus originales : Études sur l’histoire de Prusse (1879), Trois empereurs d’Allemagne, Guillaume Ier, Frédéric III, Guillaume II (1888), et enfin deux ouvrages sur Frédéric le Grand en 1891 et 1893 : La Jeunesse du Grand Frédéric et Le Grand Frédéric avant l’avènement.

### Carrière universitaire
À son retour d'Allemagne, Ernest Lavisse reprend en 1875 son poste au lycée Henri-IV et l'année suivante, désormais docteur ès lettres, il fait son entrée dans l'enseignement supérieur et devient maître de conférences de l'École normale supérieure. Cette même année, il commence une carrière d'auteur de manuels d'histoire pour l'école primaire. Engagé par l'éditeur Armand Colin, il publie Leçons préparatoires d'Histoire de France avec récits et La Première année d'histoire de France avec récits. En mars 1878, il est élu secrétaire général de la société pour l'étude des questions d'enseignement supérieur.
En 1880, Ernest Lavisse est nommé suppléant de Numa Denis Fustel de Coulanges dans la chaire d'histoire médiévale de la Sorbonne. Au retour de ce dernier, en octobre 1883, il est nommé « Directeur d'études pour l'histoire » puis il accède successivement aux grades de « Professeur adjoint assimilé aux titulaires » en décembre 1885 et de « Professeur » à une chaire d'histoire moderne en mars 1888, succédant ainsi à Henri Wallon. En parallèle, Lavisse est membre du « Comité consultatif de l'Instruction publique » depuis 1885, puis à partir de 1886, le représentant de la Faculté des lettres au « Conseil général des Facultés de Paris ». De fait, il exerce un rôle important dans l'organisation de la scolarité universitaire, en proposant notamment une réforme du concours de l'agrégation ou bien en soutenant l'Association générale des étudiants de Paris. Il intègre la Commission pour l'étude des améliorations à introduire dans le régime des établissements d'enseignement secondaire, créée en juillet 1888, puis rédige les programmes pour l'enseignement secondaire de l'histoire en 1890.
Tout en poursuivant sa collaboration avec les éditions Armand Colin, pour lesquels il signe des manuels d'instruction civique et morale sous le pseudonyme de Pierre Laloi, Ernest Lavisse rédige des articles pour des périodiques culturels comme la Revue internationale de l'enseignement ou pour la presse quotidienne, notamment le Journal des débats dont il devient un collaborateur assidu.
À cette époque, Ernest Lavisse refuse tout engagement politique. Bien qu'il ait fréquenté brièvement la Ligue des patriotes lors de sa création en 1882, il n'est engagé dans aucun parti et décline les propositions qui lui sont faites, comme un rôle d'ambassadeur en Allemagne ou bien un poste de directeur des Affaires politiques au ministère des Affaires étrangères en 1889. Cette même année, il sollicite un congé de cours à la Sorbonne, qui lui est renouvelé les deux années suivantes, afin qu'il se consacre à ses travaux d'écrivain. Candidat une première fois à l'Académie française en 1890, il y est finalement élu en juin 1892 et reçu en mars 1893. Il devient le troisième historien universitaire à intégrer cette prestigieuse institution après François Guizot et Victor Duruy.
Lavisse se rallie par degrés au régime républicain, jusqu’à y adhérer tout à fait lors de la crise du 16 mai 1877. En juin 1888, il participe en Italie aux grandes fêtes de Bologne, organisées pour les 800 ans de la plus ancienne université d'Europe. Il accompagne à cette occasion la délégation estudiantine parisienne, qui fonde à Bologne la Faluche.
Professeur talentueux, et orateur hors pair, capable de subjuguer par la force de son discours les auditoires les plus divers, Lavisse n’atteint pas cependant la dimension théorique d’un Leopold von Ranke.
Personnage phare de la Troisième République, directeur de la Revue de Paris en 1894, instituteur national, assesseur du doyen de la Sorbonne de 1900 à 1904, surtout lorsqu’il devient, en 1904, directeur de l’École normale supérieure, Lavisse mène durant toute sa carrière la régénération du système universitaire et scolaire du régime.
Membre de la Société de l'histoire de France, de la Société de l'histoire de Paris et de l'Île-de-France et du Comité des travaux historiques et scientifiques, il est élu membre de l'Académie française, au fauteuil no 6, en 1893.

### Un conseiller ministériel
Dans les dernières années du XIXe siècle, Ernest Lavisse est omniprésent sur les questions du fonctionnement et de l'amélioration du système éducatif. En 1896, il est nommé au Conseil supérieur de l'instruction publique comme représentant de l'Académie, puis en intègre la Section permanente quatre ans plus tard. Président du jury de l'agrégation d'histoire et géographie de 1892 à 1899, il cherche à le moderniser et obtient en 1894 que l'inscription à ce concours soit soumise à l'obtention d'un Diplôme d'études supérieures comprenant la rédaction d'un mémoire,.
De 1892 à 1904, il consacre une partie de son enseignement en Sorbonne à l'étude du règne de Louis XIV. Il envisage également la publication d'une Histoire de France des origines jusqu'à la Révolution, qui commence à paraître sous sa direction chez Hachette en 1900. De fait, il abandonne l'histoire d'Allemagne et n'achève même pas le récit de la vie de Frédéric II qu'il avait entrepris.
Après son entrée à l'Académie française, Ernest Lavisse est plus attentif à l'actualité politique et aux questions de société. S'éloignant de la Revue des Deux Mondes, Ernest Lavisse écrit principalement dans la Revue de Paris, dont il assure la direction scientifique à partir de décembre 1894. Il continue de publier occasionnellement des articles dans le Journal des débats et collabore plus fréquemment avec un autre quotidien, Le Temps. Tout en s'attachant à rester hors de tout groupe politique, il commente plus régulièrement l'actualité et particulièrement la politique étrangère. Condamnant le massacre des Arméniens dans l'Empire ottoman, il préside le Comité franco-arménien fondé par Archag Tchobanian en 1897 et signe la préface d'un ouvrage de Victor Bérard qui dénonce ces crimes, La Politique du Sultan. Il prend également la défense des Boers et dénonce l'attitude britannique lors de la crise de Fachoda.
Un temps silencieux dans le grand débat national qui s'installe autour de l'affaire Dreyfus, il sort de sa réserve à la fin de l'année 1898 et publie l'année suivante une série d'articles dans lesquels il déplore la division des Français qui affaiblit selon lui la patrie. Incapable de choisir un camp, il prône la réconciliation, une position qui déçoit ses amis. Son avis est plus tranché dans la querelle qui oppose le gouvernement à l'Église catholique : bien qu'attaché au maintien de la liberté de l'enseignement, il est favorable à la séparation des Églises et de l'État sur le principe d'une stricte laïcité dont il donne la définition en 1902 dans le premier numéro des Annales de la jeunesse laïque. De même, il soutient un certain nombre d'initiatives pour garantir le développement de nouvelles formes d'éducation. Il participe à la création du Collège libre des sciences sociales en 1895 puis à celle de l'École des hautes études sociales en 1900, et soutient la création d'universités populaires à Paris en 1902. Ernest Lavisse s'implique également dans les questions de santé publique, en rejoignant dès 1896 l'Alliance nationale pour l'accroissement de la population française puis en intégrant cinq ans plus tard la Société de prévention contre la tuberculose par l'éducation populaire, dont il accepte la vice-présidence, et la Société française de prophylaxie sanitaire et morale.

### Autorité morale
En novembre 1904, Ernest Lavisse, âgé de 63 ans, cesse d'enseigner. Il est nommé directeur de l'École normale supérieure pour un mandat de cinq ans, renouvelé en 1909 et 1914. Avec l'aide du bibliothécaire Lucien Herr et du secrétaire général Paul Dupuy, il doit y faire appliquer les réformes qui visent au rattachement de cette institution à la Sorbonne, décidé par décrets publiés entre 1903 et 1904. Bien qu'il ne participe plus guère aux débats concernant l'enseignement, Lavisse reste en revanche très engagé sur le terrain politique et social. Il manifeste ouvertement sa désapprobation lors de l'affaire des fiches en 1904, qui entraîne la chute du gouvernement Combes, et milite pour l'instauration de la représentation proportionnelle entre 1910 et 1913. Ses compétences en matière de politique internationale et sa participation à des comités d'amitié entre la France et divers pays étrangers font de lui un invité régulier du ministère des Affaires étrangères et du palais de l'Élysée. Il est notamment convié lors de la réception de chefs d'État étrangers comme le roi Édouard VII en 1903 et 1907 ou le président américain Theodore Roosevelt en 1910. En mars 1914, il accepte la présidence d'honneur de la Ligue française, qui appelle à l'union nationale peu avant le déclenchement de la Première Guerre mondiale.
Lavisse mène par ailleurs une activité intense sur le plan éditorial. Il continue de diriger l'Histoire de France dont la publication chez Hachette se poursuit jusqu'en 1911 et en rédige plusieurs chapitres, notamment ceux qui concernent le règne de Louis XIV et qui paraissent en 1905 et 1906. Il prépare également de nouvelles éditions de ses manuels d'histoire pour le Cours moyen et le Cours élémentaire, édités respectivement en 1912 et 1913 chez Armand Colin.
Le jubilé d'Ernest Lavisse, pour le cinquantième anniversaire de son entrée à l'École normale supérieure, est célébré à la Sorbonne le 19 janvier 1913, en présence de son ami Raymond Poincaré, élu Président de la République française quelques jours plus tôt.

### Première Guerre mondiale et fin de vie
Après la déclaration de guerre, Ernest Lavisse participe à de nombreux comités destinés à l'entraide ou à la propagande. Il collabore avec Marie Curie pour l'équipement de centres mobiles de radiographie, et met à disposition une partie des locaux de l'École normale supérieure qui devient un hôpital militaire. En octobre 1914, à la demande du gouvernement, il prend la présidence du Comité d'études et documents sur la guerre, composé de onze universitaires et dont les écrits ont pour but de mettre en exergue les objectifs de guerre allemands, les faiblesses de l'ennemi et la vitalité française. En février 1917 il préside également le Comité d'études chargé de constituer des dossiers en vue des négociations de paix.
Pendant toute la durée du conflit, Lavisse est omniprésent dans la presse, cependant qu'il prononce de nombreux discours. Il se montre particulièrement virulent à l'égard de l'ennemi, évoquant dans la Revue de Paris son « colossal orgueil » (en novembre 1914) ou dénonçant une barbarie « qui évoque le souvenir d'Attila » (en janvier 1915). Dans un article publié dans Le Temps le 8 mars 1917, il demande que « l'Allemagne soit sévèrement châtiée » et décrit à travers les soldats allemands des « bandits incendiaires, assassins, destructeurs ». La signature de l'armistice n'atténue pas sa colère : invité dans les mois qui suivent par deux journalistes allemands à débattre du sort à réserver à l'Allemagne, il décline l'invitation dans Le Temps et affirme qu'il faut « abattre ce monstre ». Pour autant, Ernest Lavisse accepte la présidence d'honneur de l'Association française pour la Société des Nations en novembre 1918.
En décembre 1919, âgé de 77 ans, Ernest Lavisse prend sa retraite et cède la direction de l'École normale supérieure à Gustave Lanson. Il se consacre à la rédaction d'une Histoire de France contemporaine depuis la Révolution jusqu'à la paix de 1919, suite de son Histoire de France parue chez Hachette et que l'éditeur lui avait commandée dès 1905. Affaibli, Lavisse laisse l'encadrement du travail à Charles Seignobos et Lucien Herr, se contentant de rédiger une conclusion générale en forme de méditation sur l'histoire de France et sur les perspectives d'avenir durant l'été 1921. Cette même année, il quitte la Revue de Paris, ne cachant pas au lecteur que « [s]a force de travail a singulièrement diminué », et rédige ses derniers articles dans Le Temps.
Il meurt à son domicile parisien le 18 août 1922, en présence de ses nièces. Ses obsèques sont célébrées quatre jours plus tard au Nouvion-en-Thiérache, sa ville natale.

## L'«instituteur national»

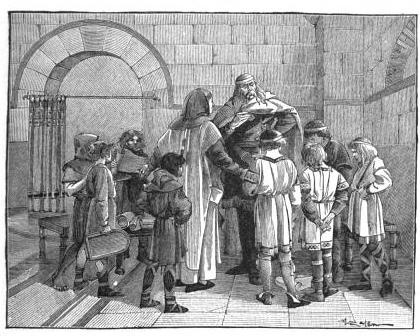
« Charlemagne cause avec un instituteur et des élèves » dans le 3e chapitre de Histoire de France, cours élémentaire, 1913.

Durant deux décennies, il dirige la publication des célèbres ouvrages collectifs qui portent son nom : Histoire de France illustrée depuis les origines jusqu’à la Révolution, 1900-1912, et L’Histoire contemporaine de la France, 1920-1922.
Ses ouvrages, parmi lesquels les nombreux « manuels Lavisse », accompagnent la formation de multiples générations de professeurs, d’instituteurs (les fameux hussards noirs) et d’élèves. Ils vont faire naître, phénomène nouveau, une véritable culture historique populaire en France. Toutefois, bon nombre de clichés y trouvent aussi leurs sources, Lavisse étant souvent plus soucieux d’une reconstruction systématique de l’Ancien Régime en fonction de l’avènement de la République, que d’une stricte recherche de la vérité historique.
Son manuel le Petit Lavisse pour les écoliers français, à l'instar du Tour de la France par deux enfants, est imprimé à plusieurs millions d'exemplaires, depuis 1884 (année de sa première édition) jusqu'aux années 1950. Il est destiné à inculquer le sentiment patriotique aux jeunes Français (avec ses valeurs de la République, de la colonisation conçue comme un devoir civilisateur), voire à leur donner un esprit revanchard ou belliciste à la suite de la défaite de 1870. Lavisse a ainsi contribué à forger le mythe "nos ancêtres les Gaulois".
Brillant pédagogue, ses compétences d'historien sont cependant contestées ; « Son œuvre ne paraît guère révéler en lui un tempérament d’érudit ni une bien vive préoccupation du travail critique », écrivait poliment Marc Bloch.

## Distinctions

### Honneurs académiques
- Membre de l'Académie française.
- Membre de l'Académie des sciences de Russie.
- Membre de l'Académie des sciences de Saint-Pétersbourg.
- Membre de l'Académies royales de Suède.

### Prix et récompenses
- Prix Thérouanne de l’Académie française (1880)[21].
- Prix Thérouanne de l’Académie française (1887)[21].

### Décorations
- Grand-croix de la Légion d'honneur[21].

## Hommages
En 1925, la bibliothèque Albert Dumont, créée à la Sorbonne en 1895 à son initiative, est rebaptisée à son nom. En 1933, le nom d'Ernest Lavisse est également donné au groupe scolaire du Nouvion-en-Thiérache. Une école primaire de Saint-Quentin porte également son nom. La même année, à la demande de son ancien étudiant Sébastien Charléty, également collaborateur pour son Histoire de France contemporaine, une rue du 12e arrondissement de Paris est baptisée rue Ernest-Lavisse.
En 2013, pour le centenaire de la parution de son manuel d'histoire pour le Cours élémentaire, les éditions Armand Colin en proposent une nouvelle réédition, confiant la prolongation du récit, pour les périodes récentes, à l'écrivain Dimitri Casali. En décembre 2014, un colloque universitaire lui est consacré à La Roche-Guyon.

## Publications principales
- Étude sur l'une des origines de la monarchie prussienne ou la marche de Brandebourg sous la dynastie ascanienne (1875)
- Étude sur l’histoire de la Prusse (1879), prix Thérouanne en 1880
- Sully (1880)
- Essai sur l'Allemagne impériale (1881)
- Questions d'enseignement national (1885)
- Trois Empereurs d’Allemagne (1888)
- Études et étudiant (1889)
- La Jeunesse du Grand Frédéric (1891)
- Le Grand Frédéric avant l’avènement (1893)
- Un ministre : Victor Duruy (1895)
- Histoire de France depuis les origines jusqu’à la Révolution (1901)
- Histoire de France : cours élémentaire, Librairie Armand Colin, 1913, 182 p., PDF (lire en ligne)
- Histoire de France contemporaine depuis la Révolution jusqu'à la paix de 1919 (1920-1922)
- Ernest Lavisse et François Picavet, Instruction morale et civique : ou Philosophie pratique, psychologique, logique, morale pratique, économie politique, morale théorique, instruction civique à l’usage des Écoles normales primaires, des Lycées et Collèges de jeunes filles, des élèves de l’Enseignement spécial et des candidats au baccalauréat ès sciences, Paris, Armand Colin, 1888, VI-690 p., in-18° (lire en ligne)Publié sous le pseudonyme de Pierre Laloi.